# Kiyoshi Mutō
Kiyoshi Mutō (武藤 清, Mutō Kiyoshi) (né le 29 janvier 1903 à Toride, préfecture d'Ibaraki, mort le 12 mars 1989) est un architecte japonais, considéré comme le « père des gratte-ciel japonais » pour ses contributions aux recherches sur l'ingénierie des constructions dans les environnements sismiques.

## Réalisations
- Kasumigaseki Building (1967)

## Source de la traduction
- (en) Cet article est partiellement ou en totalité issu de l’article de Wikipédia en anglais intitulé « Kiyoshi Mutō » (voir la liste des auteurs).